# Fuente Castellana

Fuente del Obelisco de la Castellana, en un grabado, hacia 1850.

La Fuente Castellana o del Obelisco de la Castellana (también llamada fuente del Obelisco y fuente de la Arganzuela por su ubicación final), 
fue una fuente de Madrid, originalmente instalada en el límite del paseo nuevo de las Delicias de la Princesa, a la altura de la que luego sería plaza de Emilio Castelar en el también renombrado paseo de la Castellana. De allí pasó en 1914 a la plaza de Manuel Becerra donde permaneció poco más de medio siglo. En 1970 se trasladó al parque de la Arganzuela, junto al río Manzanares. Recogía en su pilón el caudal de aguas del arroyo de la Fuente Castellana.

## Historia

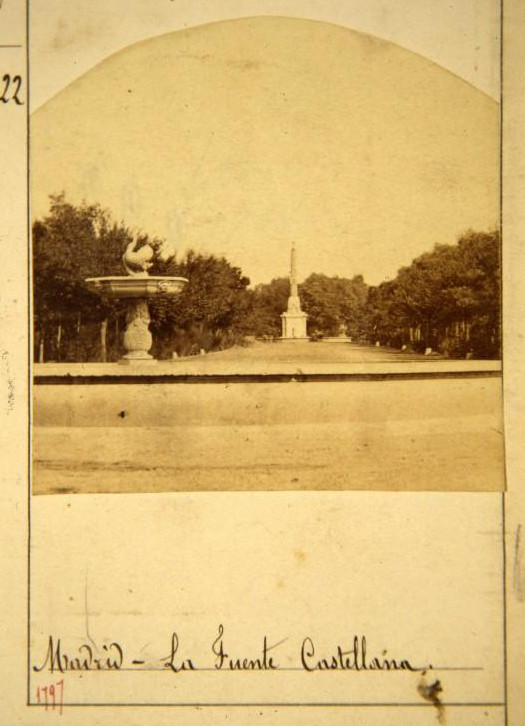
Al fondo de la imagen, el obelisco de la Fuente Castellana, en el límite del primitivo paseo de la Castellana, y en primer plano la fuente del Cisne, en una fotografía de Laurent, hacia 1860.

Esta fuente –mal llamada del Obelisco–, junto con la de los Galápagos, es una de las dos fuentes encargadas por Fernando VII para festejar el nacimiento de la princesa Isabel Luisa, luego Isabel II. Se encargó el diseño a Francisco Javier de Mariátegui (con la colaboración del cantero José Arnilla y del broncista Eugenio Alonso), y la primera piedra fue colocada en el límite del paseo (plaza de Emilio Castelar en el siglo xxi) el 11 de octubre de 1833. Estaba dotada de un gigantesco pilón con surtidores laterales, con el monumental obelisco centrado sobre dos tazas de granito, la más alta con decoración vegetal, y adornado con unos amorcillos, rodeados por trofeos bélicos envolviendo un escudo de la monarquía española, compensado en el lado contrario por más amorcillos en torno a un escudo de Madrid, todo ello entre guirnaldas. A los lados se colocaron dos esfinges-surtidores de bronce, obra de José Tomás en 1838, «simbolizando la sabiduría». El obelisco (un «tronco de cono estriado cortado en el centro por un cubo de piedra de Colmenar» decorado con coronas de laurel, el sol y la luna) es de granito rojo y está coronado por una estrella polar. Como respuesta al estipendio borbón, Juan Eugenio Hartzenbusch escribió este terceto en una epístola a Ventura de la Vega: 

Y cuando se alza el orgullo de un obelisco,
exclama con dolor: Yo lo he pagado
con la postrer oveja de mi aprisco.

En 1869, el pilón fue sustituido por un jardincito, en torno al obelisco, y las esfinges se llevaron al parque del Retiro, en el espacio conocido como el Baño del Elefante. Con su traslado a la plaza de Manuel Becerra recuperaría la condición de fuente y las esfinges.
En 1914, el obelisco y las esfinges se instalaron en un nuevo pilón en la recién ajardinada glorieta que desde 1905 llevaba el nombre del ingeniero y ministro republicano Manuel Becerra (y que antes se conocía como plaza de la Alegría). En el umbral de 1970, con la segmentación y reducción del espacio ornamental de la plaza, fue necesario quitar el monumento que se llevó al recién inaugurado parque de la antigua Dehesa de la Arganzuela, donde se emplazó en medio de un estanque de más de 100 metros de largo por unos 60 de ancho, rodeada de surtidores de agua. Tras la reurbanización de la M-30 y el Parque Madrid Río, quedó despojada de nuevo de su original diseño como fuente aunque se conservan la columna y las esfinges.